# Adlicious
Adlicious is een Nederlandse popgroep die ontstond in het najaar van 2009. De groep bestaat uit Laise Sanches, Shirley Daisy en Jordy van Toornburg (sinds 2016 bekend als Jordan Roy). De groep kreeg nationale bekendheid nadat ze de runner-up werden van het vierde seizoen van X Factor. Ze verloren de finale van Rochelle Perts met 27%.

## Biografie

### 2009-2011: Formatie en X Factor
De drie hebben elkaar leren kennen op de conservatorium in Rotterdam in 2006. De drie worden goede vrienden en beginnen vanaf dan ook vaak als trio op te treden. Voor de grap willen ze zich opgeven voor het derde seizoen van X Factor, maar zijn dan net te laat met aanmelden. De groep gaat vanaf dan verder met zingen als groep en ontwikkelen hun vaardigheden als groep. Voor de grap besluiten ze zelfs mee te doen aan het zevende seizoen van The X Factor UK, waarbij ze bij de laatste vijftig acts komen. Ze worden uiteindelijk geëlimineerd omdat ze nog te gewoontjes waren en niet opvallen.
De groep besluit uiteindelijk hun X Factor-avontuur af te sluiten door het meedoen aan het vierde seizoen van de Nederlandse X Factor. De groep weet week in week uit positieve reacties bij de juryleden los te maken en wordt zelfs al in de voorrondes tot winnaar bestempeld. Uiteindelijk verliest de groep de finale van Rochelle Perts.

### 2011–heden: debuutsingle
Na het verlies van de finale wordt toch Adlicious' debuutsingle Maniac (een bewerking van het originele nummer van Michael Sembello uit de film Flashdance uit 1983) uitgebracht. De single kwam de week later op #35 binnen in de Single Top 100. Eén week later was de single uit de Single Top 100 verdwenen. De groep ging daarna meteen verder met hun carrière en schreven eigen nummers. Op 22 september 2011 is Adlicious' eigen geschreven en tweede single Flavour uitgebracht. De single is exclusief te verkrijgen bij V&D.
Deze single stond echter ook maar 1 week genoteerd in de Top 100.
Opvolger Come Home kwam helemaal niet in de hitlijsten.

### 2016
Op 2 september bracht Adlicious na 3 jaar werken in de studio in LA haar eerste ep uit met zes nieuwe nummers. Een hiervan (Electric Heart) was eerder dat jaar al uitgebracht.

## Discografie

### Singles
| Single met eventuele hitnotering(en) in de Nederlandse Top 40 | Datum van verschijnen | Datum van binnenkomst | Hoogste positie | Aantal weken | Opmerkingen              |
| ------------------------------------------------------------- | --------------------- | --------------------- | --------------- | ------------ | ------------------------ |
| Maniac                                                        | 10-06-2011            | -                     | -               | -            | #35 in de Single Top 100 |
| Flavour                                                       | 23-09-2011            | -                     | -               | -            | #82 in de Single Top 100 |
| Come Home                                                     | 02-12-2011            | -                     | -               | -            | -                        |
| Electric Heart                                                | 12-03-2015            | -                     | -               | -            | -                        |

## Foto's

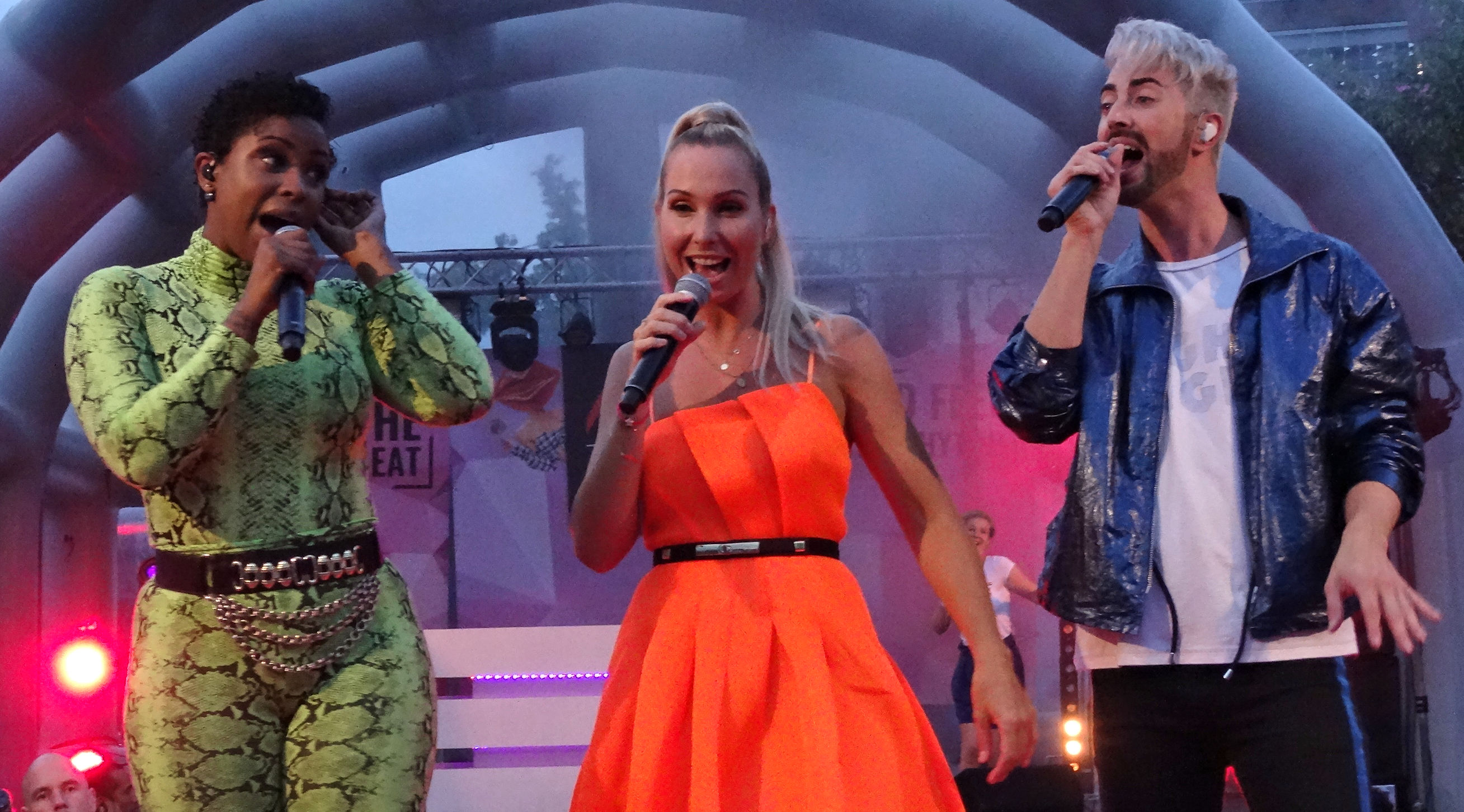
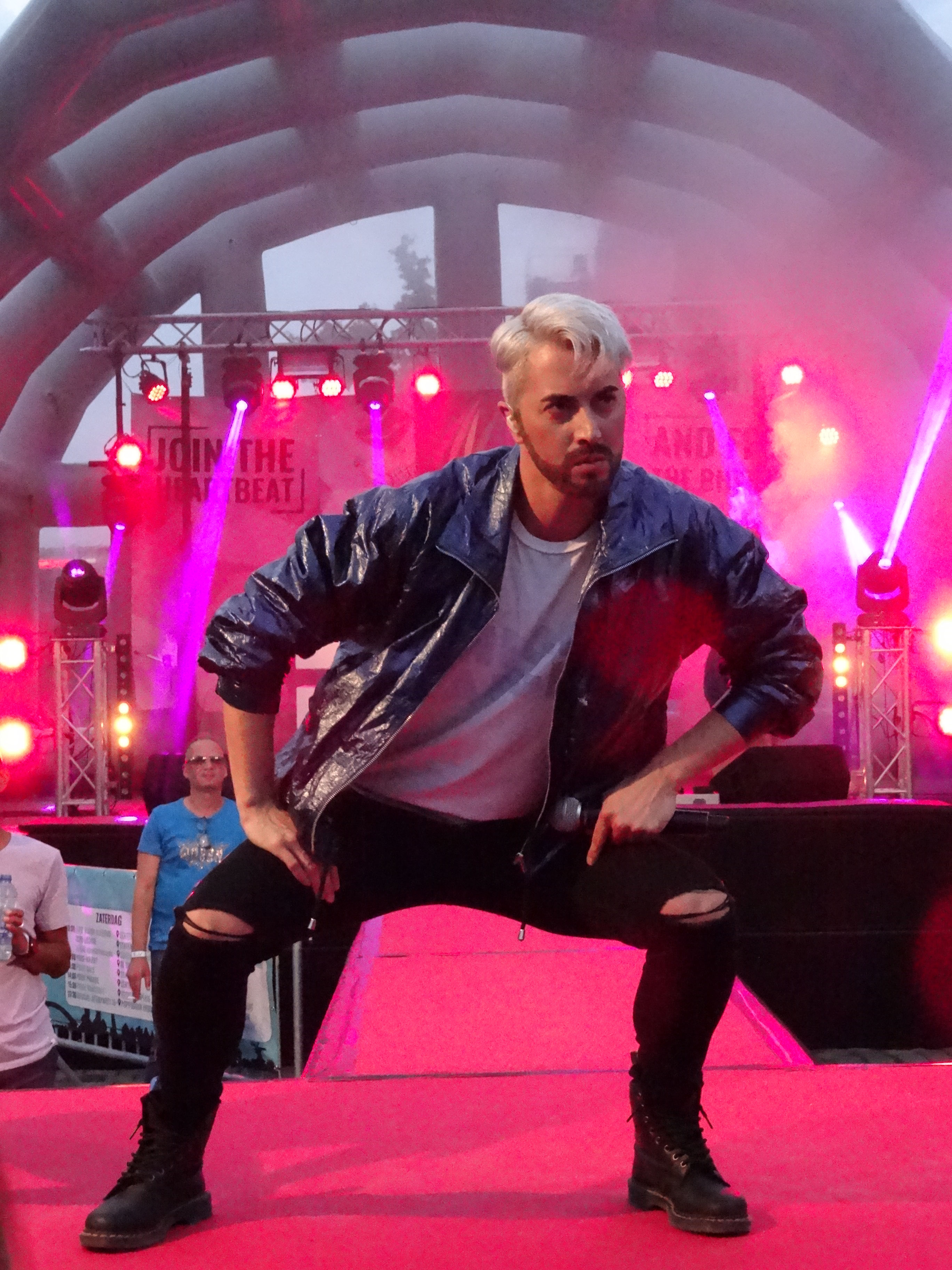
Jordy
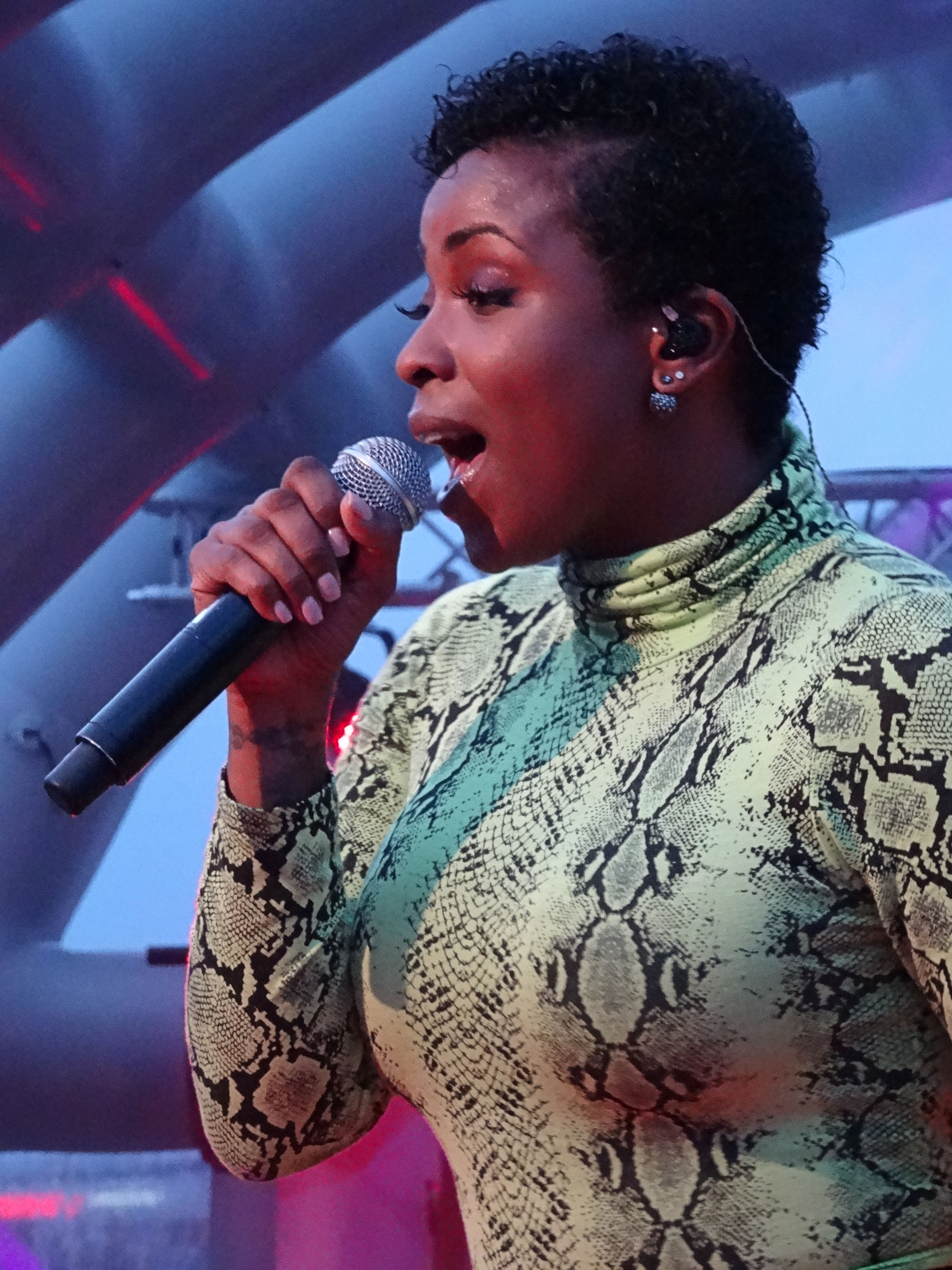
Laise